# Patriotas Boyacá Femenino
El Patriotas Boyacá Femenino es un club de fútbol colombiano, que juega en la Liga Profesional Femenina de Fútbol de Colombia.
Su sede esta en la ciudad de Tunja con oficinas en el Barrio Remansos de la Sabana en valle nororiental de la ciudad y juegan en el Estadio Primero de Septiembre de Chiquinquirá.

## Estadio
Actualmente juegan de locales en los estadios de Chiquinquirá y Tunja.

## Plantel 2018
- Ligia Moreira
- Natasha Rosas
- Annaysa Afonso
- Carla da Silva
- Auina de Morales
- Nagela Oliveira
- Marjory Arteaga
- Katerin Castro
- Jessica Correa
- Paola Corredor
- Yulieth Domínguez
- Thania Luna
- Dayanna Mendez
- Angie Moreno
- Anyi Olarte
- Leydi Ordóñez
- Belkis Pedrozo
- Andrea Peralta
- Leizzi Tatiana Ramos
- Yoreli Rincón
- Andrea Rodríguez
- Kelly Zabaleta
- Gloria Villamayor
- Ana Alekperova

## Jugadoras extranjeras
- En el Patriotas Boyacá Femenino han militado 9 jugadoras extranjeras.
- 1 ecuatoriana: Ligia Moreira
- 1 venezolana: Natasha Rosas
- 1 azervayanaense: Ana Alekperova
- 1 paraguaya: Gloria Villamayor
- 4 brasileñas: Annaysa Afonso, Carla da Silva, Auine de Morales y Nagela Oliveira.

## Entrenadores
- Estadísticas hasta 21 de abril de 2017.

| DT               | País                | Desde                 | Hasta              | Partidos | Partidos | Partidos | Partidos |
| Dirigidos        | Ganados             | Empatados             | Perdidos           |          |          |          |          |
| ---------------- | ------------------- | --------------------- | ------------------ | -------- | -------- | -------- | -------- |
| Mauricio Galindo | Bandera de Colombia | 17 de febrero de 2017 | 3 de marzo de 2017 | 2        | 0        | 2        | 0        |
| Ferley Villamil  | Bandera de Colombia | 3 de marzo de 2017    | Presente           | 8        | 2        | 1        | 5        |

## Redes sociales
- Patriotas Boyacá Femenino en Instagram
- Patriotas Boyacá Femenino en X (antes Twitter)
- Patriotas Boyacá Femenino en Facebook